# Sibynophis geminatus
Espèce
Synonymes
- Coluber geminatus  Boie, 1826
- Enicognathus ornatus Schlegel, 1837
- Herpetodryas prionotus Lantor, 1893

Statut de conservation UICN

 LC  : Préoccupation mineure
Sibynophis geminatus  est une espèce de serpents de la famille des Colubridae.

## Répartition
Cette espèce se rencontre :
- en Thaïlande ;
- en Malaisie péninsulaire et orientale ;
- en Indonésie sur les îles de Bangka, de Belitung, de Nias, de Sumatra, de Java, de Bali et de Lombok ainsi que sur les îles Mentawai et les îles Riau ;
- aux Philippines dans l'archipel de Sulu.

## Publication originale
- Boie, 1826 : Merkmale einiger japanischer Lurche. Isis von Oken, vol. 19, p. 203-216 (texte intégral).